# Krzeczkowski Potok
Krzeczkowski Potok (Krzeczkówka) – potok lewobrzeżny dopływ Olszanki o długości 9,98 km i powierzchni zlewni 21,28 km². 
Źródłowe potoki Krzeczkowskiego Potoku spływają z zachodniego zbocza Panieńskiego Czubu, południowego Kamienki i północnego Spławu. Przepływa przez Krzeczkową.